# Джосайя (гора)
Джосайя — гора в Канаде, а именно на территории Юкон. Гора имеет высоту 1625 метров над уровнем моря и имеет несколько горных хребтов. Относится к горной системе Маккензи
Гора Джосайя располагается в 62 километрах на северо-запад от национального парка Наханни. Джосайя находится по координатам 61°49′35″ с. ш. 126°26′28″ з. д.